# Liste de gares du canton de Thurgovie
Pour un article plus général, voir Liste de gares en Suisse.
Cet article liste des gares, stations et haltes des chemins de fer dans le canton de Thurgovie.
À eux seuls, les Chemins de fer fédéraux suisses (CFF) possèdent plus de 600 stations et haltes dans toute la Suisse qui ne sont pas répertoriées, donc la liste ci-dessous n'est pas exhaustive.

Traditionnellement, la distinction entre gare et station dans les chemins de fer fédéraux s'est faite en fonction de la taille et de l'importance. Elle s'est principalement manifestée au sein du personnel plus que pour les voyageurs. Les haltes, au contraire des gares, sont équipées d'un signal de demande d'arrêt. Ainsi, la halte n'est en principe jamais desservie par le conducteur de train, à moins que le signal ne le demande. Toutefois, la distinction entre station et halte devient de plus en plus floue. Étant donné qu'il n'y a pas besoin d'avoir un agent pour que le lieu soit considéré comme une gare, cette liste ne fait pas de distinction entre ces différents types d'arrêts.
- Haut – A
- B
- C
- D
- E
- F
- G
- H
- I
- J
- K
- L
- M
- N
- O
- P
- Q
- R
- S
- T
- U
- V
- W
- X
- Y
- Z

## Liste alphabétique
L'ordre alphabétique utilisé est celui préconisé dans les Directives portant sur l'orthographe des noms des stations de l'Office Fédéral des Transports (version 1.0 du 20 janvier 2010).
| Gare/Halte                | Abr. | Commune                 | Compagnie   | Code UIC | Remarques                             |
| ------------------------- | ---- | ----------------------- | ----------- | -------- | ------------------------------------- |
| A                         |      |                         |             |          |                                       |
| Aadorf                    | AD   | Aadorf                  | CFF         | 6013     |                                       |
| Altishausen               | AHAU | Kemmental               | Thurbo      |          |                                       |
| Altnau                    | ALN  | Altnau                  | CFF         |          |                                       |
| Amriswil                  | AW   | Amriswil                | CFF         |          |                                       |
| Arbon                     | ARB  | Arbon                   | CFF         |          |                                       |
| Arbon Seemoosriet         | ARBS | Arbon                   | CFF         |          |                                       |
| B                         |      |                         |             |          |                                       |
| Berg                      | BERG | Berg                    | Thurbo      |          |                                       |
| Berlingen                 | BER  | Berlingen               | CFF         |          |                                       |
| Bettwiesen                | BTW  | Bettwiesen              | Thurbo      |          |                                       |
| Bischofszell Nord         | BZN  | Bischofszell            | CFF         |          |                                       |
| Bischofszell Stadt        | BZS  | Bischofszell            | CFF         |          |                                       |
| Bottighofen               | BOT  | Bottighofen             | CFF         |          |                                       |
| Bürglen                   | BGL  | Bürglen                 | CFF         |          |                                       |
| Bussnang                  | BNG  | Bussnang                | Thurbo      |          |                                       |
| D                         |      |                         |             |          |                                       |
| Diessenhofen              | DSH  | Diessenhofen            | CFF         |          |                                       |
| E                         |      |                         |             |          |                                       |
| Egnach                    | EGN  | Egnach                  | CFF         |          |                                       |
| Erlen                     | ERL  | Erlen                   | CFF         |          |                                       |
| Ermatingen                | ERM  | Ermatingen              | CFF         |          |                                       |
| Eschenz                   | EZ   | Eschenz                 | CFF         |          |                                       |
| Eschlikon                 | ESL  | Eschlikon               | CFF         |          |                                       |
| Etzwilen                  | EW   | Wagenhausen             | CFF         |          |                                       |
| F                         |      |                         |             |          |                                       |
| Felben-Wellhausen         | FEL  | Felben-Wellhausen       | CFF         |          |                                       |
| Frauenfeld                | FF   | Frauenfeld              | CFF, FW     |          |                                       |
| Frauenfeld Paketpost      | FFPP | Frauenfeld              | CFF         | 6147     | Gare intégrée au centre de tri postal |
| G                         |      |                         |             |          |                                       |
| Guntershausen             | GUN  | Aadorf                  | CFF         |          |                                       |
| Güttingen                 | GUET | Güttingen               | CFF         |          |                                       |
| H                         |      |                         |             |          |                                       |
| Häggenschwil-Winden       | HAEW | Egnach                  | SOB         |          |                                       |
| Hauptwil                  | HPT  | Hauptwil-Gottshaus      | CFF         |          |                                       |
| Horn                      | HN   | Horn                    | CFF         |          |                                       |
| Hüttlingen-Mettendorf     | HM   | Hüttlingen              | CFF         |          |                                       |
| I                         |      |                         |             |          |                                       |
| Islikon                   | ISL  | Gachnang                | CFF         |          |                                       |
| J                         |      |                         |             |          |                                       |
| Jakobstal                 | JTAL | Wängi                   | FW          |          |                                       |
| K                         |      |                         |             |          |                                       |
| Kehlhof                   | KHF  | Berg                    | Thurbo      |          |                                       |
| Kesswil                   | KWL  | Kesswil                 | CFF         |          |                                       |
| Kradolf                   | KRA  | Kradolf-Schönenberg     | CFF         |          |                                       |
| Kreuzlingen               | KR   | Kreuzlingen             | CFF, Thurbo |          |                                       |
| Kreuzlingen Bernrain      | KRB  | Kreuzlingen             | Thurbo      |          |                                       |
| Kreuzlingen Hafen         | KRH  | Kreuzlingen             | CFF, Thurbo |          |                                       |
| Kurzrickenbach Seepark    | KURZ | Kreuzlingen             | CFF         |          |                                       |
| L                         |      |                         |             |          |                                       |
| Landschlacht              | LDS  | Münsterlingen           | CFF         |          |                                       |
| Lengwil                   | LENG | Lengwil                 | Thurbo      |          |                                       |
| Lüdem                     | LUED | Frauenfeld              | FW          |          |                                       |
| M                         |      |                         |             |          |                                       |
| Märstetten                | MAER | Märstetten              | CFF         |          |                                       |
| Märwil                    | MAE  | Affeltrangen            | Thurbo      |          |                                       |
| Mammern                   | MAM  | Mammern                 | CFF         |          |                                       |
| Mannenbach-Salenstein     | MANN | Salenstein              | CFF         |          |                                       |
| Matzingen                 | MATZ | Matzingen               | FW          |          |                                       |
| Müllheim-Wigoltingen      | MUEL | Wigoltingen             | CFF         |          |                                       |
| Münchwilen Pflegeheim     | PFL  | Münchwilen              | FW          |          |                                       |
| Münchwilen TG             | MWIL | Münchwilen              | FW          |          |                                       |
| Murkart                   | MURK | Frauenfeld              | FW          |          |                                       |
| Münsterlingen Spital      | MSPI | Münsterlingen           | CFF         |          |                                       |
| Münsterlingen-Scherzingen | MSCH | Münsterlingen           | CFF         |          |                                       |
| N                         |      |                         |             |          |                                       |
| Neukirch-Egnach           | NK   | Egnach                  | SOB         |          |                                       |
| O                         |      |                         |             |          |                                       |
| Oberaach                  | OA   | Amriswil                | CFF         | 6108     |                                       |
| Oppikon                   | OPP  | Bussnang                | Thurbo      |          |                                       |
| R                         |      |                         |             |          |                                       |
| Roggwil-Berg              | ROBG | Roggwil                 | SOB         |          |                                       |
| Romanshorn                | RH   | Romanshorn              | CFF         |          |                                       |
| Rosental                  | RTAL | Wängi                   | FW          |          |                                       |
| S                         |      |                         |             |          |                                       |
| St. Katharinental         | STKT | Diessenhofen            | CFF         |          |                                       |
| Schlatt                   | SCHT | Schlatt TG              | CFF         |          |                                       |
| Schlattingen              | SCHN | Basadingen-Schlattingen | CFF         |          |                                       |
| Siegershausen             | SHAU | Kemmental               | Thurbo      |          |                                       |
| Sirnach                   | SIR  | Sirnach                 | CFF         |          |                                       |
| Sitterdorf                | SIT  | Zihlschlacht-Sitterdorf | CFF         |          |                                       |
| Steckborn                 | STK  | Steckborn               | CFF         |          |                                       |
| Steinebrunn               | STB  | Egnach                  | SOB         |          |                                       |
| Sulgen                    | SLG  | Sulgen                  | CFF         |          |                                       |
| T                         |      |                         |             |          |                                       |
| Tägerschen                | TAEN | Tobel-Tägerschen        | Thurbo      |          |                                       |
| Tägerwilen Dorf           | TAEM | Tägerwilen              | Thurbo      |          |                                       |
| Tägerwilen-Gottlieben     | TAEG | Tägerwilen              | CFF         |          |                                       |
| Tobel-Affeltrangen        | TOA  | Affeltrangen            | Thurbo      |          |                                       |
| Triboltingen              | TRIB | Ermatingen              | CFF         |          |                                       |
| U                         |      |                         |             |          |                                       |
| Uttwil                    | UTW  | Uttwil                  | CFF         |          |                                       |
| W                         |      |                         |             |          |                                       |
| Wängi                     | WAEN | Wängi                   | FW          |          |                                       |
| Weberei Matzingen         | WEBM | Matzingen               | FW          |          |                                       |
| Weinfelden                | WF   | Weinfelden              | CFF         |          |                                       |
| Weinfelden Süd            | WFS  | Weinfelden              | Thurbo      |          |                                       |
| Wiesengrund               | WIGR | Wängi                   | FW          |          |                                       |